# Réserve de faune de Tsoulou
La réserve de Tsoulou est une réserve naturelle de faune de la République du Congo. Elle est située près du fleuve Kouilou-Niari et à environ 300 kilomètres de Brazzaville, la capitale politique du pays.

## Histoire
Cette réserve a été en 1963 sous la direction du gouvernement congolais de l'époque dans le cadre du développement durable et dans la protection des animaux.

## Géographie
Elle est localisée au sud-ouest de la République du Congo dans le département du Niari près de la ville de Dolisie. Les températures sont très variées.